# Tjøme (gemeente)
Tjøme is een voormalige gemeente in de Noorse provincie Vestfold. De gemeente telde 4928 inwoners in januari 2017. Op 1 januari 2018 fuseerde Tjøme met de gemeente Nøtterøy. De nieuwe gemeente kreeg de naam Færder.
De gemeente lag op twee eilanden: Hvasser en Tjøme.

## Plaatsen in de gemeente

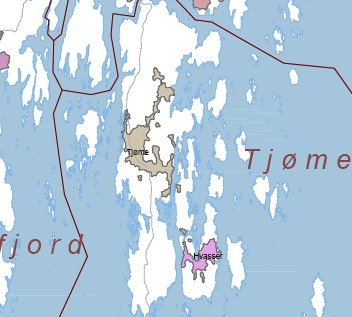

- Hvasser
- Tjøme (plaats)

Færder · Holmestrand · Horten · Larvik · Sandefjord · Tønsberg

Voormalige gemeente: Andebu · Hof · Lardal · Nøtterøy · Re · Sande · Stokke · Svelvik · Tjøme